# Heilig Grafinstituut
Het Heilig Grafinstituut is een onderwijsinstelling in de Belgische plaats Turnhout (provincie Antwerpen), oorspronkelijk verbonden aan een klooster van de Reguliere Kanunnikessen van het Heilig Graf en gelegen aan de Baron Frans du Fourstraat 21 en de Patersstraat 26-30.

## Geschiedenis

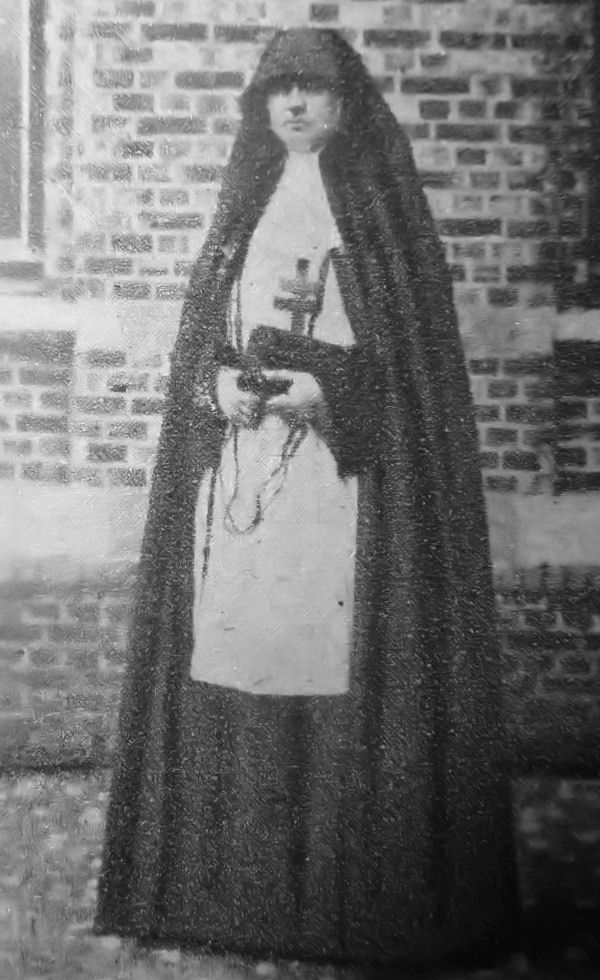
zr. Stefanie, zuster van Kardinaal van Roey, kanunnikes in Turnhout.

In 1662 werd, vanuit de Reguliere Kanunnikessen van het Heilig Graf van Hasselt, de Heilig Grafpriorij te Turnhout gesticht op de hoek van de huidige Baron Frans du Fourstraat en de Grote Markt. Er was een internaat en een dagschool aan de priorij verbonden. In 1663 verhuisde men naar een groter pand, het "huis metten toren" aan Begijnenstraat 28. In 1668 verhuisde men naar een huis aan de Herentalsstraat en andere panden werden aangekocht. In 1680 werd deze priorij onafhankelijk en er werd bijgebouwd, tot dat in 1798 het klooster, in het kader van de Franse Revolutie, werd opgeheven. De Kanunnikessen

## School

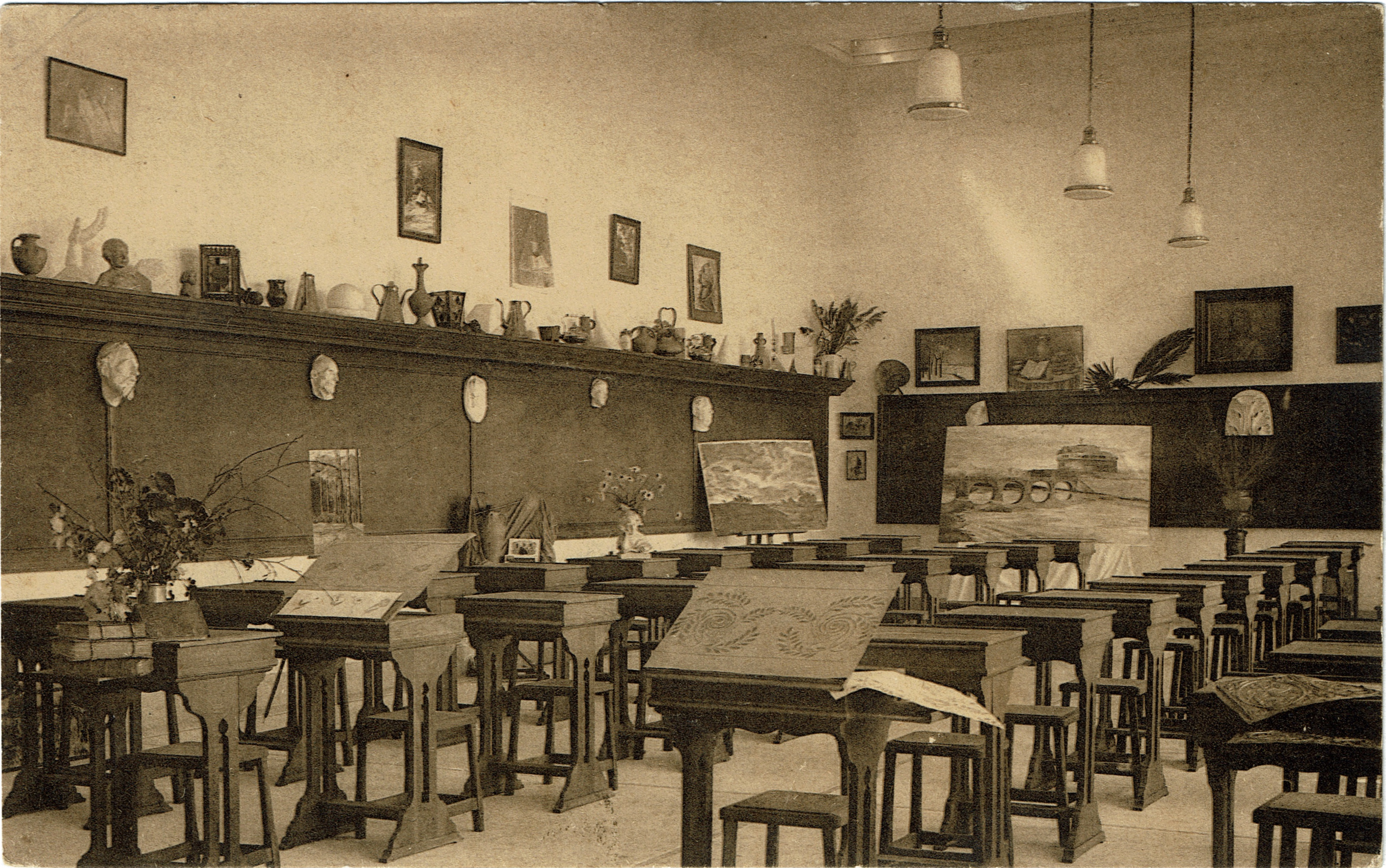
Tekenzaal van het Heilig Grafinstituut, Patersstraat (1920-1930)

Begin 19e eeuw werden de school en het internaat heropend en in 1822 werd het klooster erkend. In 1825 werd het vervallen Minderbroedersklooster aan de Patersstraat aangekocht. De school en het internaat breidden zich uit en onder meer Eugeen Gife ontwierp enkele gebouwen. In 1846 werd de Minderbroederskerk, sinds 1810 in gebruik als vleeshal, aangekocht. In begin 20e eeuw werden de kloostergebouwen uitgebreid in neogotische trant naar ontwerp van Jules Taeymans. Ook later, tot heden, werd het complex voortdurend uitgebreid, ook door de aankoop van aanpalende gronden.
Tegenwoordig is er een dependance van het Instituut Heilig Graf gevestigd, en wel een instelling voor secundair onderwijs.

## Complex
- Het Patersplein heeft een standbeeld van schrijver Renier Snieders, van 1930.
- Aan Patersstraat 30 werd het huis Maelsloth aangekocht. Dit gaat terug tot 1684 en is een dubbelhuis in classicistische stijl.
- Aan Patersstraat 26 werd het Sint-Richushuis aangekocht, dit huis in neorococostijl is van 1911.
- Aan Patersstraat 28 bevindt zich het eigenlijke klooster- en scholencomplex. Het betreft gebouwen in een U-vorm die een pleintje omsluiten dat min of meer overeenkomt met de binnenplaats van het voormalige Minderbroedersklooster. De noordvleugel is van 1894. De zuidvleugel is van 1909. Het poortgebouw, naar ontwerp van Eugeen Gife gebouwd in 1842, werd in 1912-1914 in neogotische stijl verbouwd door Jules Taeymans. De westvleugel, eveneens door Jules Taeymans ontworpen, is van 1920.
- In 1957-1958 werd een modern kerkgebouw, de Kerk van de verrezen Christus, toegevoegd, welke de kerk van het oude Minderbroedersklooster verving.

## Interieur
Kerk en klooster bezitten enkele kunstwerken, zoals het schilderij Aanbidding der herders door Jan Cossiers (17e eeuw); een 15e-eeuws Mariabeeld in gotische stijl; een gepolychromeerd houten Sint-Rochusbeeld (17e eeuw), afkomstig van het oude Minderbroedersklooster; een gepolychromeerd houten beeld van Onze-Lieve-Vrouw ter Engelen, dat al in 1672 werd vermeld; een beeld van Sint-Bernardus, in hout, vervaardigd in het atelier van Artus Quellinus. Daarnaast kunstwerken uit de 19e en 20e eeuw.